# 造雨人 (商業術語)
在企業界，能為公司帶來新商機並贏得新客戶的人物被稱之為造雨人 （英文: rainmaker）。他們透過新式商業活動為公司帶來的經濟突破，就如同魔法一般出人意料。該人物製造大量新業務或額外現金流的方式有很多種：有時是透過外界的商業渠道；有時是利用非傳統或地下市場連結新的群眾；或是暗示既有客戶來增加消費。造雨人通常是該公司或組織中的關鍵人物，他不僅是一個銷售人員，更是企業中倍受矚目的領袖或主管。
造雨人的典故起源於美洲原住民透過祈雨舞求豐收的儀式。夏季乾旱的時候，造雨人會在平原上跳舞歌唱，部落裡的人們都相信這樣的舞蹈能夠神奇地招來烏雲，使其降下生命甘霖滋潤大地。因此，若把錢隱喻成雨，一個企業界的造雨人顧名思義就是能夠在關鍵時刻，透過其優秀的才能帶來新客戶及新收入，神奇地為公司製造極大效益的人物。Frederick Durham Sulcer （页面存档备份，存于）是一個代表性的例子：他因著為廣告公司帶來數不清的新業務而被稱為造雨人。有一種說法是，造雨人能找出潛伏中的商業問題，然後能預見這個問題得到解決後的巨大效益，並為其締造出一個新的展望。
造雨這個字也能被使用在政府募款項目上；舉例來說：美國總統Barack Obama 透過努力為其他政治家募得了款項，因此他被稱為是造雨人。